# John Treacy
John Treacy, född den 4 juni 1957 i Waterford, Irland, är en irländsk friidrottare inom långdistanslöpning.
Han tog OS-silver i maraton vid friidrottstävlingarna 1984 i Los Angeles.